# Planomalinoidea
Planomalinoidea, tradicionalmente denominada Planomalinacea, es una superfamilia de foraminíferos planctónicos del suborden Globigerinina y del orden Globigerinida. Su rango cronoestratigráfico abarca desde el Barremiense (Cretácico inferior) hasta la Maastrichtiense (Cretácico superior).

## Clasificación
Planomalinoidea incluye a las siguientes familias y subfamilias:
- Familia Globigerinelloididae †
  - Subfamilia Globigerinelloidinae †
  - Subfamilia Eohastigerinellinae †
- Familia Planomalinidae †
- Familia Schackoinidae †